# Marie-George Buffet
Marie-Georges Buffet (Sceaux, 7 de mayo de 1949) es una política francesa partidaria del movimiento feminista y que dirigió el Partido Comunista Francés en compañía de Robert Hue entre 2001 y 2002, año en el que tras la retirada de Hue, fue elegida al cargo máximo único de Secretaría Nacional. 
Tras la victoria de las fuerzas de izquierdas en las elecciones legislativas de 1997, fue nombrada ministra de Deportes y Juventud en el gobierno de coalición formado por Lionel Jospin puesto en el que acentuó la lucha contra el dopaje y puso en marcha el órgano consultativo del Conseil national de la jeunesse. En 2002 abandonó el puesto ministerial, pero resultó elegida diputada por la circunscripción de Seine-Saint-Denis. En enero de 2007 abandonó para presentarse como candidata a la presidencia de la república en las elecciones presidenciales de 2007.

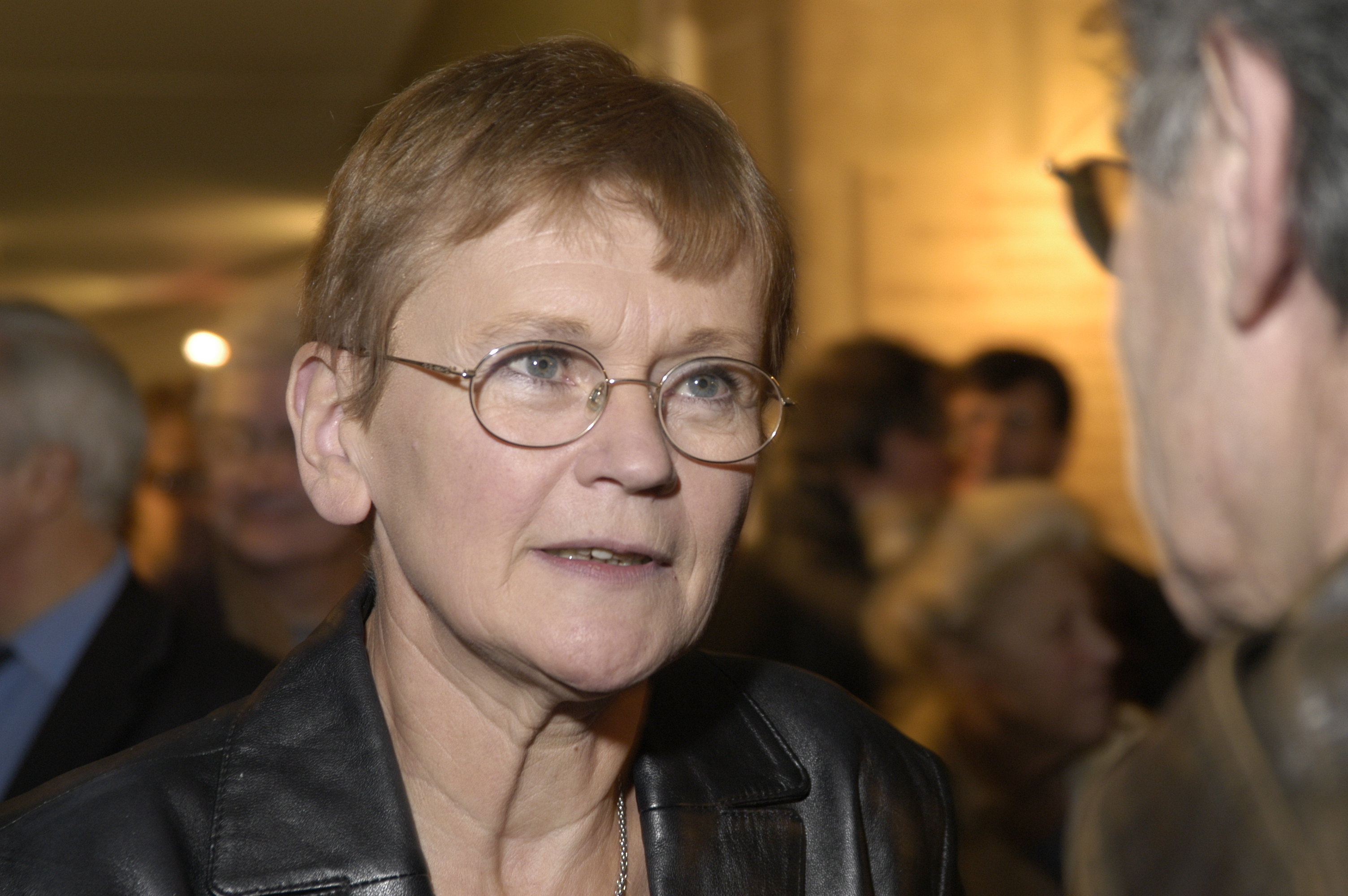
Marie-George Buffet en una imagen de 2003 © Fabrice Nicolle